# 大眼六鳃鲨
大眼六鳃鲨（学名：Hexanchus nakamurai），又名長吻六鰓鯊、大眼六鰓鮫、六鰓沙、中村氏六鰓鯊，为六鰓鯊科六鰓鯊屬下的一个种。大西洋六鰓鯊曾被視為大眼六鳃鲨的同物種而被納入大眼六鰓鮫，但於2018年發表了一項基礎的分子數據，才重新將大西洋六鰓鯊獨立成一個單一物種大西洋六鰓鯊（学名：Hexanchus vitulus　英文名：Atlantic sixgill shark）。

## 分布
本魚主要分布在中西大西洋區，包括：佛罗里达海峡、古巴、巴哈马群岛、尼加拉瓜、哥斯大黎加等；東大西洋區，包括：地中海、法國至摩洛哥等；印度西太平洋區，包括：东非及马达加斯加海域、日本、菲律宾、台湾、澳大利亞、新喀里多尼亞等海域。

## 深度
水深90至600米（一般在海底）處生活。

## 特徵
本魚體型修長，吻端窄尖，具有6對鰓裂；眼大，呈螢光綠，下頷具疏狀齒12列，上頷齒16列。背鰭相當小的，從腹鰭基底的後半段之上變化到的起源在腹鰭嵌入正後方。尾鰭上葉明顯長於下葉。背部灰褐色的，腹側灰白，鰭有白色的蔓緣。體長可達 1.8（5.9英尺），平均 1.2（3.9英尺）。

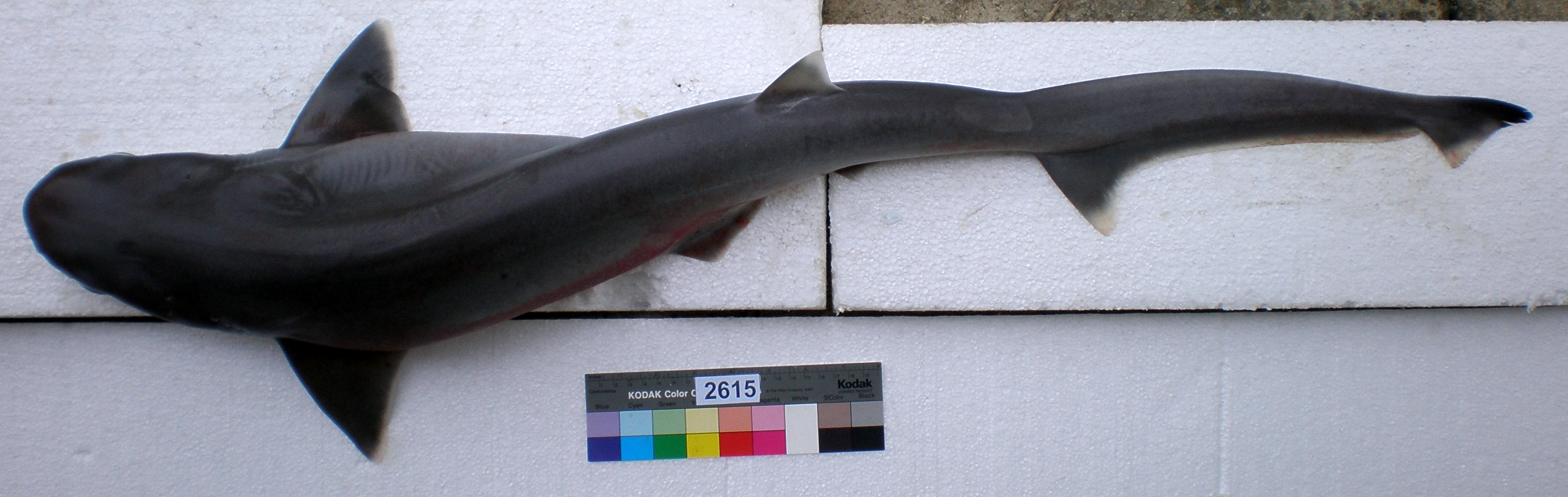
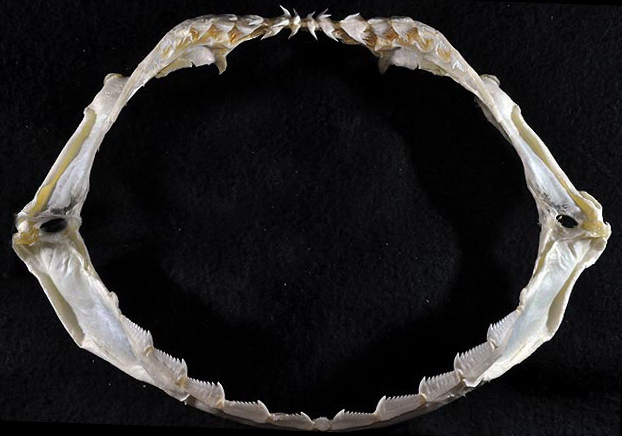
頜部
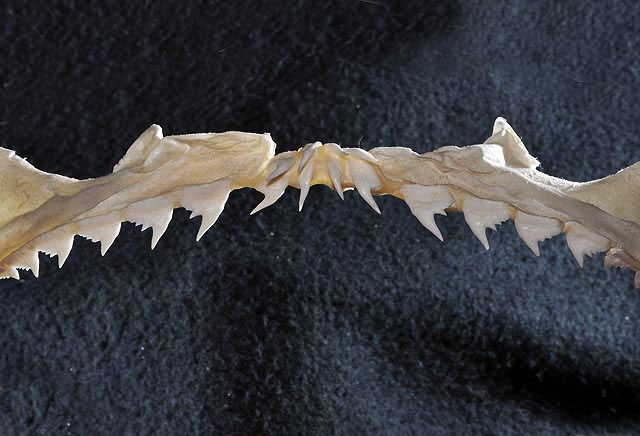
上頜齒
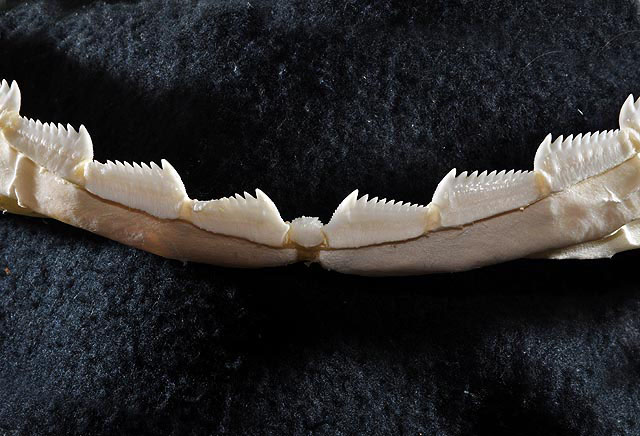
下頜齒
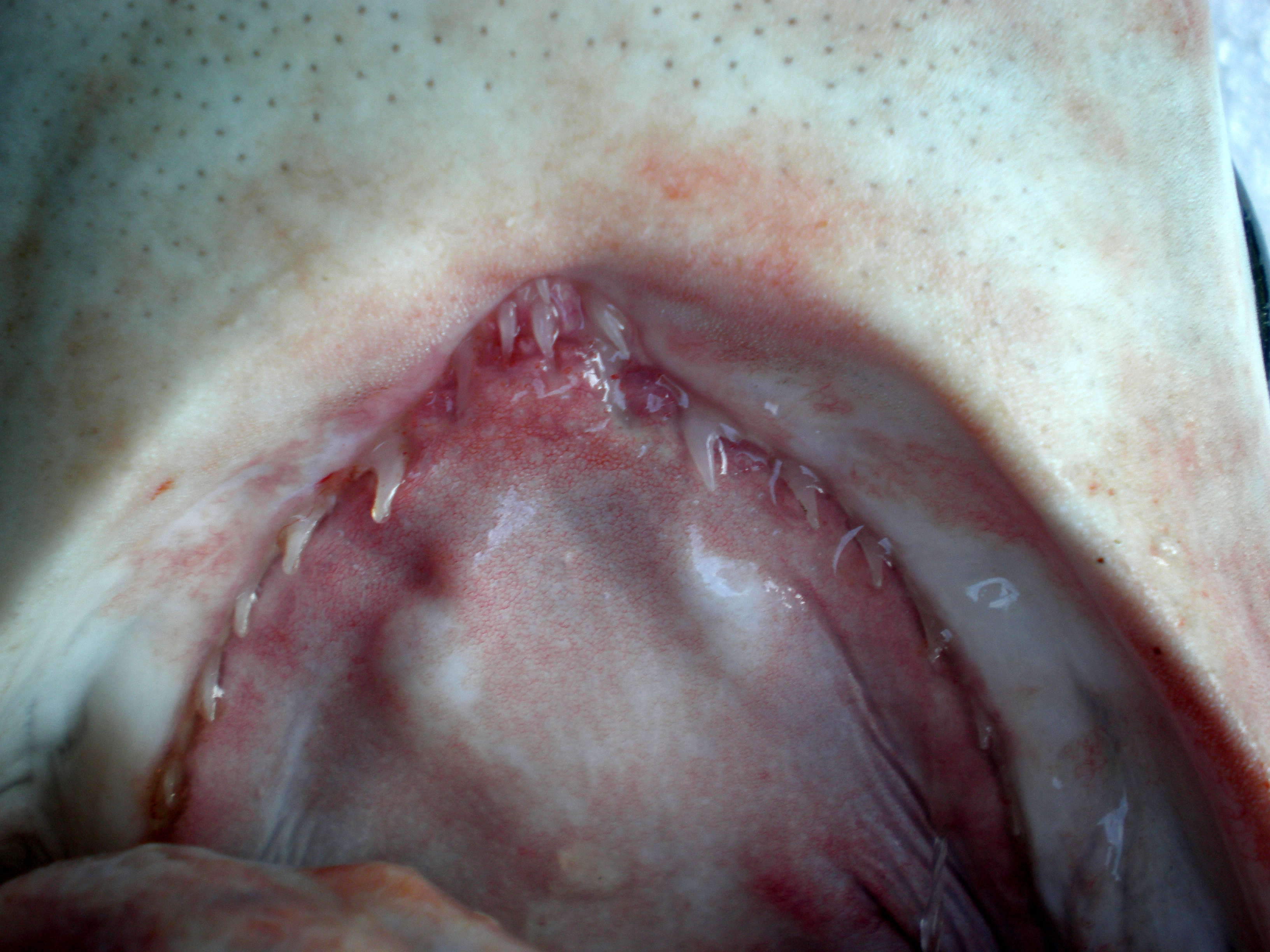
上顎與上頜齒
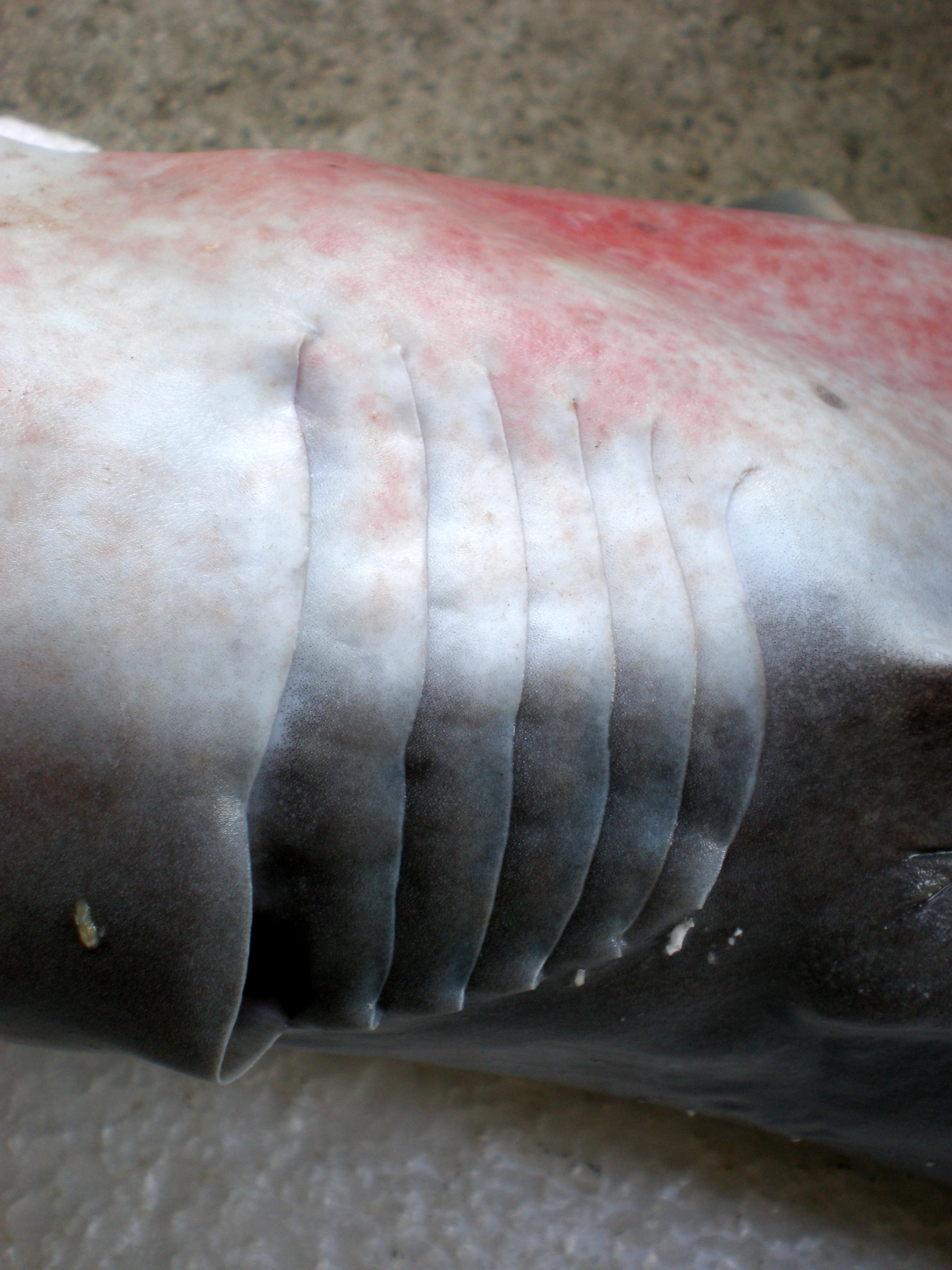
體側鰓裂
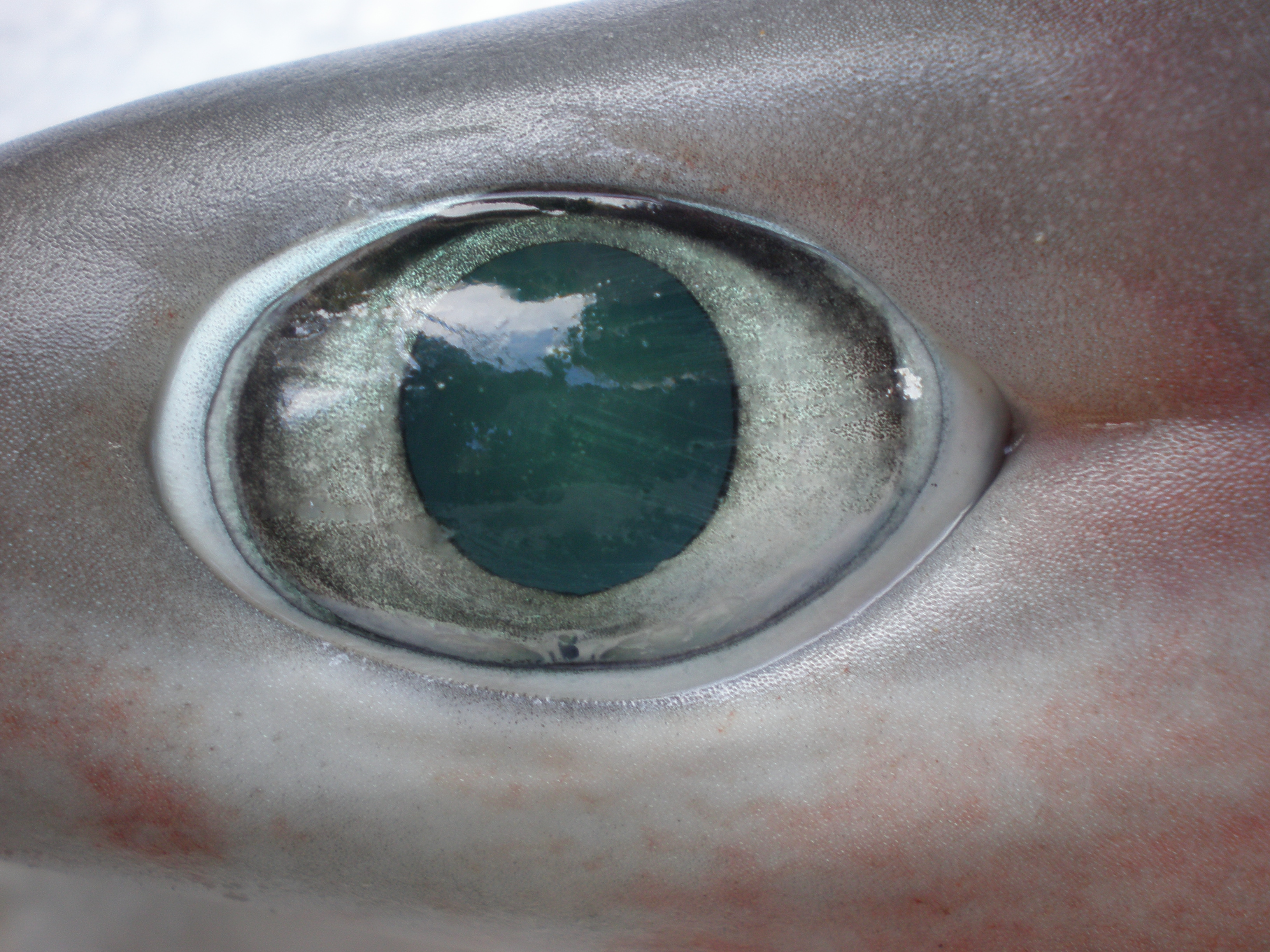
眼睛
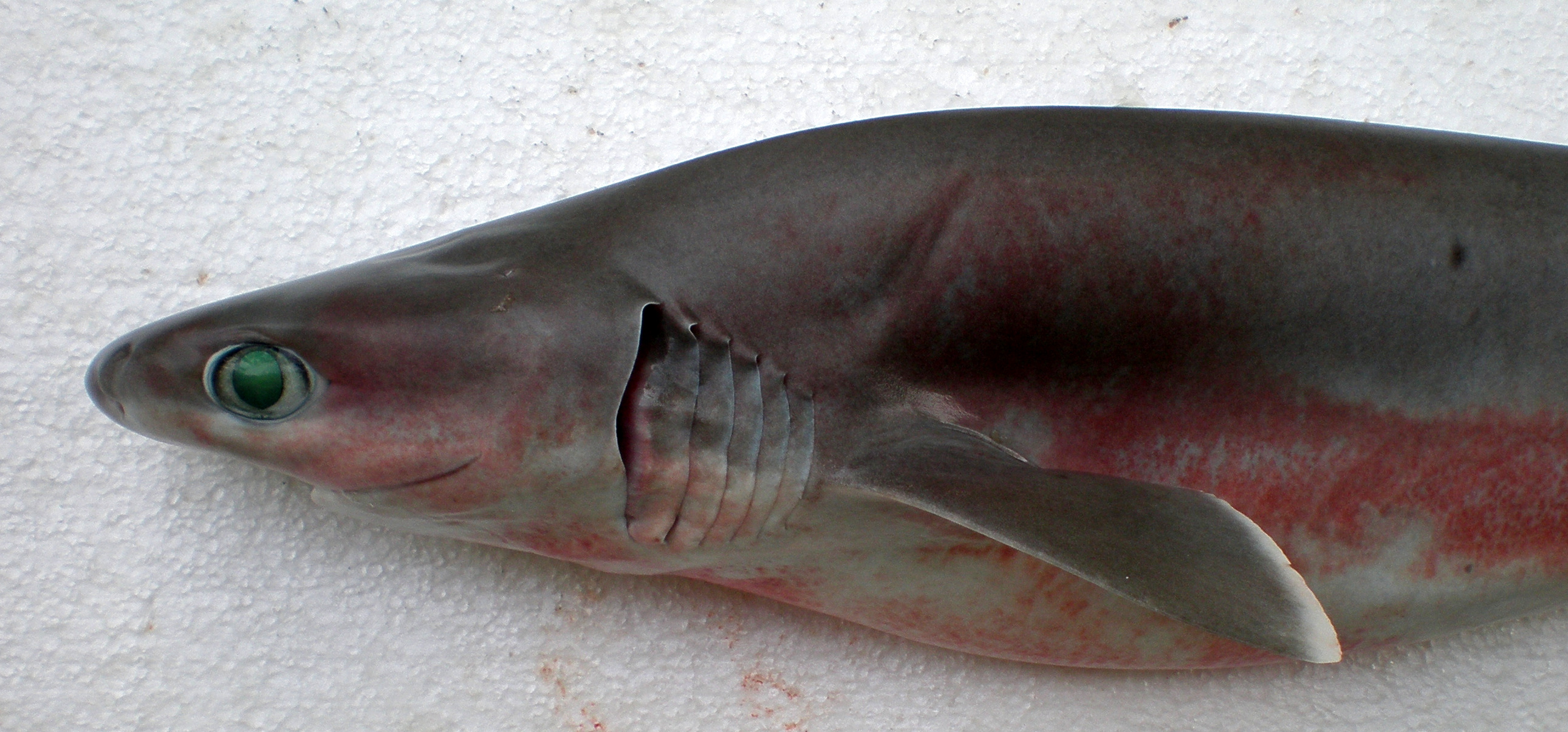
身體前段

## 生態
本魚主要棲息於大陸棚，屬肉食性，以魚類及無脊椎動物為食物。牠們是卵胎生的，每一胎可以有13頭幼鯊。牠們對人類沒有危害。

## 經濟利用
可食用，大多作為下雜魚或製成魚飼料。

## 扩展阅读
維基物種上的相關：大眼六鳃鲨